# Ericentrodea
Ericentrodea là một chi thực vật có hoa trong họ Cúc (Asteraceae).

## Loài
Chi Ericentrodea gồm các loài: